# Московски централни прстен
Московски централни круг или МЦК је линија која окружује историјски део Москве. Линија је обновљена од Малог прстена Московске железнице, отворена за путнике 10. септембра 2016. и њоме управља компанија у власништву Владе Москве преко московског метроа, при чему су државне Руске железнице изабране као подизвођач операција. Инфраструктура, линија и перони су у власништву и њима управљају Руске железнице, док је већина станичних зграда у власништву МКЗД.

## Развој
Око 2010. милиони људи су свакодневно користили градски систем метроа. Неких 35-40% је користио приватни превоз, што је довело до великих загушења на путевима.
Планове надоградње железничке линије потписале су Руске железнице и Влада Москве између 2008. и 2011. уз сагласност Владимира Путина (у то време премијера). Грађевински радови планирани за 2013–2016. претворили би линију Малог прстена Московске железнице за заједничку путничку и теретну употребу, али је 2012. на састанку са новим премијером Дмитријем Медведевим у Одинцову, градоначелник Москве Сергеј Собјањин признао да возови на кружној прузи неће бити у потпуности спремни. Потребан рад је укључивао:
- Електрификација целог вода надземних жица и изградња трафостаница
- Потпуна замена колосека са додатним трећим колосеком на северној половини круга
- Изградња нових путничких станица и санација старих дворишта
- Изградња депоа за електромоторне возове
- Изградња додатног другог колосека и надоградња станице на северном делу Великог прстена Московске железнице (велика орбитална линија ван града), за преусмеравање теретног саобраћаја даље од центра Москве
- Замена за већину мостова и надвожњака
- Нови возни парк посебно дизајниран за градску услугу
- Изградња трансфера са постојећим и у изградњи станица московског метроа

Изградња је почела 2012., а путнички саобраћај је почео у трећем кварталу 2016. Током реконструкције железнице, многе првобитне путничке станице су коришћене за путничку употребу и допуњене новим станицама.

## Отварање и рад
Линија је отворена 10. септембра 2016. уз присуство председника Путина и градоначелника Москве Собјањина. Линија је била бесплатна за први месец рада. Очекује се да ће до 2025. превозити до 300 милиона путника годишње.
Рад Централног прстена је сличан шнелбан системима у Немачкој и другим земљама. Продаја карата на московском централном кругу је у потпуности интегрисана са московским метроом; исте платне картице могу се користити на оба система, а бесплатни трансфери су могући у року од 90 минута од првог уласка у систем, на начин сличан трансферима између самог метроа и московске моношине.  Линија служи сврси конектора између различитих радијалних линија спољне Москве, баш као што Кружна линија ради у унутрашњој Москви. 130 возова дневно кружи око пруге, са интервалом од 5-6 минута у шпицу, и 10-15 минута у остало време. Радно време линије је исто као и остатак метроа, од 6 до 1 ујутро.  Време за једну орбиталну вожњу је око 87 минута.
Упркос свом имену, Московски централни прстен није савршено кружног облика. Линија се протеже 12 км према северу и приближава се чак 5 км до Кремља на југу.
Процењује се да је 1,5 милиона људи живело близу линије почетком 21. века.

## Возни парк
Линију управља 61 воз Siemens ES2G Lastochka из депоа Подмосковнаја.